# Шарлотенбери
Шарлотенбери (на шведски: Charlottenberg) е град в западната част на централна Швеция, лен Вермланд. Главен административен център на община Еда. Намира се на 7 km от границата с Норвегия, на около 320 km на северозапад от столицата Стокхолм и на около 90 km на северозапад от Карлстад. Има жп гара. Населението на града е 2215 жители според данни от преброяването през 2010 г.